# Université de la Colombie-Britannique Okanagan

L'Université de la Colombie-Britannique Okanagan (en anglais, University of British Columbia Okanagan : UBCO) se trouve à Kelowna, en Colombie-Britannique. Il s'agit du second campus de l'Université de la Colombie-Britannique.
L'université actuelle existe depuis 2005, lorsque l'un des campus du Okanagan University College (OUC) a été repris en main par l'Université de la Colombie-Britannique et rebaptisé Université de la Colombie-Britannique Okanagan (UBCO). Les autres campus de OUC sont devenus une nouvelle institution, nommée Okanagan College.
7 500 étudiants à temps plein sont attendus en 2010, dont 500 en Master et Doctorat. L’université employait 275 professeurs à plein temps en 2008. 
L'université est en expansion, avec la construction de nouveaux bâtiments pour accueillir le nombre croissant d'étudiants dans les différentes facultés.